# Antero Alves Monteiro Diniz
Antero Alves Monteiro Diniz GCC (Vila Pouca de Aguiar, 29 de fevereiro de 1936) é um juiz e político português. Foi juiz conselheiro do Tribunal Constitucional, do Supremo Tribunal de Justiça e do Tribunal de Contas e ministro e representante da República para a Região Autónoma da Madeira.

## Biografia
Monteiro Diniz é natural de Vila Pouca de Aguiar, onde nasceu em 1936.
Após a Revolução do 25 de Abril, ocupou cargos nos primeiros governos da democracia. Foi subsecretário de Estado adjunto do primeiro-ministro no VI Governo Provisório, liderado por Pinheiro de Azevedo, mantendo a mesma posição no I Governo Constitucional, chefiado por Mário Soares. No primeiro governo de Soares, foi ainda secretário de Estado adjunto do primeiro-ministro para os assuntos administrativos. Já no II Governo Constitucional, ainda com Soares como primeiro-ministro, foi secretário de Estado da Presidência do Conselho de Ministros.
Em 1982, foi eleito pela Assembleia da República juiz conselheiro do Tribunal Constitucional, cargo que exerceu até 1997. Renunciou a juiz do Tribunal Constitucional após ser nomeado ministro da República para a Região Autónoma da Madeira pelo presidente da República Jorge Sampaio, sob proposta do Governo de António Guterres. Monteiro Diniz exerce o cargo até 2011, que em 2006 será reintitulado representante da República, sendo nomeado sucessivamente pelos presidentes Sampaio e Cavaco Silva.

## Obras publicadas
- Evolução ou Continuidade? Reflexões sobre o sistema autonómico da Madeira

## Condecorações
- Grã-Cruz da Ordem de Cristo de Portugal (8 de junho de 2005)[8]